# Jil Jilala
Jil Jilala (en arabe : جيل جلالة) est un groupe de musique marocain créé en 1972. À l'origine, il s'inscrit dans un répertoire musical inspiré de musique folk.

## Biographie
Le groupe Jil Jilala est fondé en 1972, par Moulay Abdelaziz Tahiri, Mahmoud Saadi et Hamid Zoughi. Il inclut également Mohamed Derhem, Abderahamane Baco (qui quitte le groupe peu de temps après), Abd El Karim El Kasbaji, Moulay Taher Asbahani, Sakina Safadi (qui devient plus tard membre du groupe musical concurrent El Mchaheb) et Moustapha Bakbo.
Le groupe se fait connaître au Maroc en septembre 1972, lorsqu'ils enregistrent trois chansons à la télévision marocaine (TVM). 2 000 Marocains assistent à leur concert un mois plus tard, le 7 octobre, au théâtre national Mohammed-V de Rabat. 
Ce succès les conduit jusqu'à Paris, où ils se produisent a l'Olympia, trois mois plus tard.
46 ans après, Jil Jilala est toujours présent sur la scène, mais seuls trois des membres originaux demeurent. 

## Style musical
La musique de Jil Jilala appartient au genre de la musique folk. Leurs paroles font référence à la vie de tous les jours, notamment aux problèmes sociaux (pauvreté, oppression, inégalité, corruption, etc.). La simplicité des paroles permet au public de se connecter facilement avec la musique de Jil Jilala. Le groupe devient une sorte de patrimoine culturel populaire.[réf. nécessaire]